# Kjell Rosenberg
Kjell Gunnar Rosenberg, född 22 januari 1912 i Hästveda, död 22 augusti 1984 i Örebro, var en svensk jurist som var lagman i Karlskoga tingsrätt från 1971 till 1979.
Rosenberg blev juris kandidat vid Lunds universitet 1934 och genomförde tingstjänstgöring 1935–1938 innan han blev fiskal vid Göta hovrätt 1938. Han var häradshövding i Karlskoga domsaga 1951–1970 och lagman i Karlskoga tingsrätt 1971–1979.
Rosenberg var son till kyrkoherde Albert Rosenberg och han maka Valborg, född Wetterlöv. Han var gift från 1941 med Valborg, född Johansson 1917.